# Lenie Wielkie
Lenie Wielkie is een plaats in het Poolse district  Lipnowski, woiwodschap Koejavië-Pommeren. De plaats maakt deel uit van de gemeente Dobrzyń nad Wisłą en telt 460 inwoners.